# Maisnil-lès-Ruitz
Maisnil-lès-Ruitz är en kommun i departementet Pas-de-Calais i regionen Hauts-de-France i norra Frankrike. Kommunen ligger i kantonen Houdain som tillhör arrondissementet Béthune. År 2022 hade Maisnil-lès-Ruitz 1 685 invånare.

## Befolkningsutveckling
Antalet invånare i kommunen Maisnil-lès-Ruitz
| Referens: INSEE |